# Place de la Minerve
La Place de la Minerve (en italien : Piazza della Minerva), est une place du centre historique de Rome, dans le rione Pigna, située à proximité du Panthéon.

## Histoire et description
Le nom de la place dérive de l'existence en ce lieu d'un temple construit par Pompée et dédié à Minerve, dont la statue de culte est maintenant conservée au Vatican.
La basilique de Santa Maria sopra Minerva, centre de gravité de la place, est déjà mentionnée au VIIIe siècle par le nom (ecclesia) S. Mariae in Minervio. À droite de la façade se trouvent des inscriptions qui commémorent la hauteur atteinte par les inondations du Tibre entre 1422 et 1598: la zone est en fait parmi les plus basses de Rome, et une fois que le fleuve avait débordé, il fallait un peu de temps pour qu'elle s'assèche complètement .
Un vaste couvent, la maison « professe », à côté de l'église, devint le quartier général des Dominicains, entre 1266 et 1275. Le couvent, devenu au XVIIe siècle le siège de l'Inquisition romaine ou Saint-Office, abrita le célèbre procès de Galilée en 1633, qui y prononça son abjuration. Il reste aujourd'hui, pour les Dominicains, une petite partie du cloître (mais en grande partie reconstruite): le reste des bâtiments, expropriés par l'Etat unitaire, est devenu en 1870, le siège du Ministère de l'Éducation, puis le Ministère des postes et Télécommunications. Il abrite depuis 2003 la Bibliothèque du Sénat, consacrée à Giovanni Spadolini.
Au centre de la place, et tournant le dos au couvent de l'Inquisition, se trouve depuis 1667 le petit éléphant sculpté par Le Bernin et surmonté d'un petit obélisque.
À droite de l'église se dresse le Palazzo Fonseca, du XVIIIe siècle, siège depuis 1832 de l'un des hôtels historiques de Rome, l'Hôtel de la Minerve, aujourd'hui Grand Hôtel de la Minerve, qui a hébergé des hôtes célèbres tels que, entre autres, Stendhal et José de San Martín, rappelés par des plaques commémoratives sur la façade.
En face de l'église se trouve le Palais de l'Académie ecclésiastique (anciennement l'Académie des nobles ecclésiastiques), à l'origine du XVIe siècle, mais complètement reconstruit en 1878. Il est le siège académique du Vatican : il prépare les cadres diplomatiques.

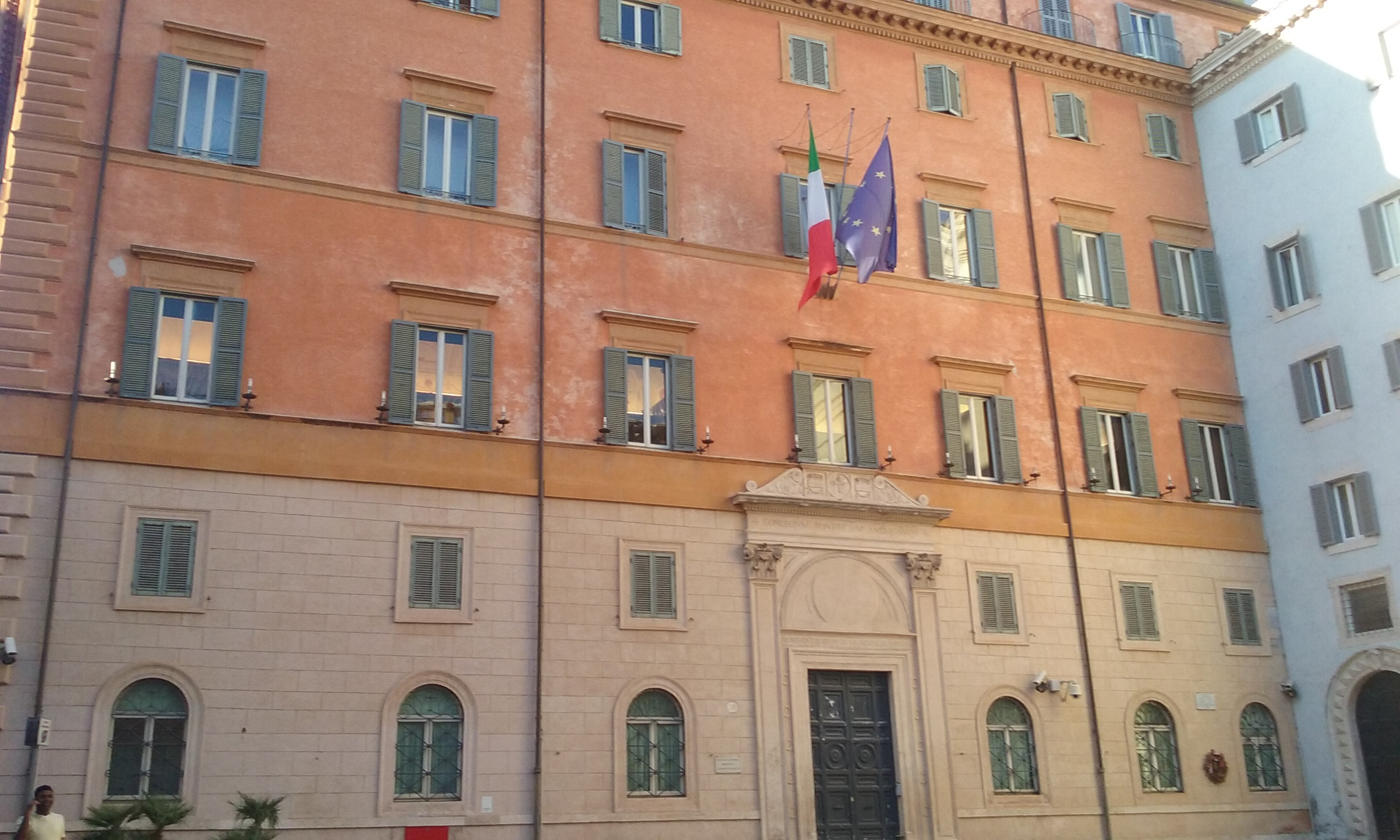
Bibliothèque du Sénat
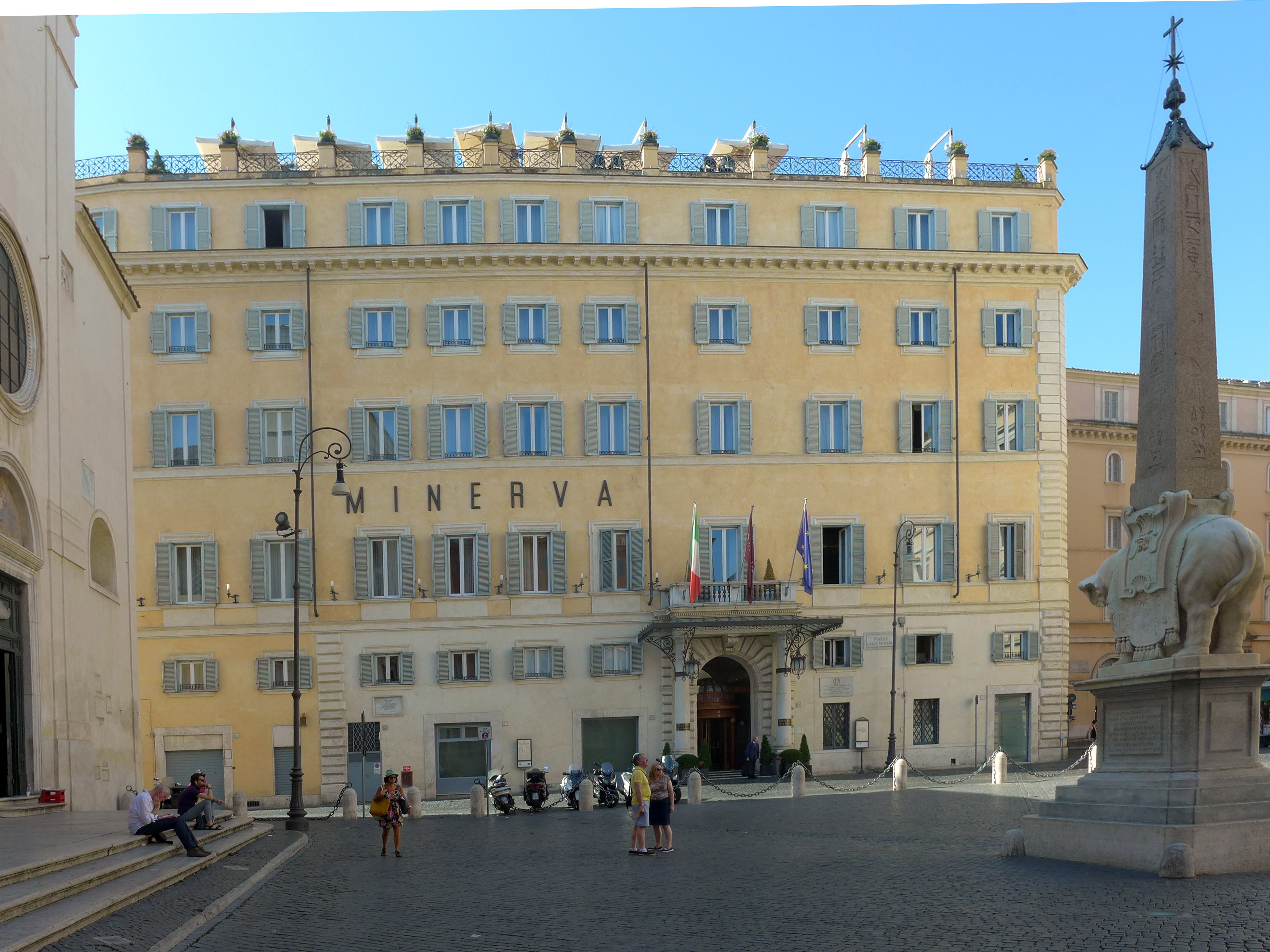
Palazzo Fonseca, abritant l'Hôtel Minerva
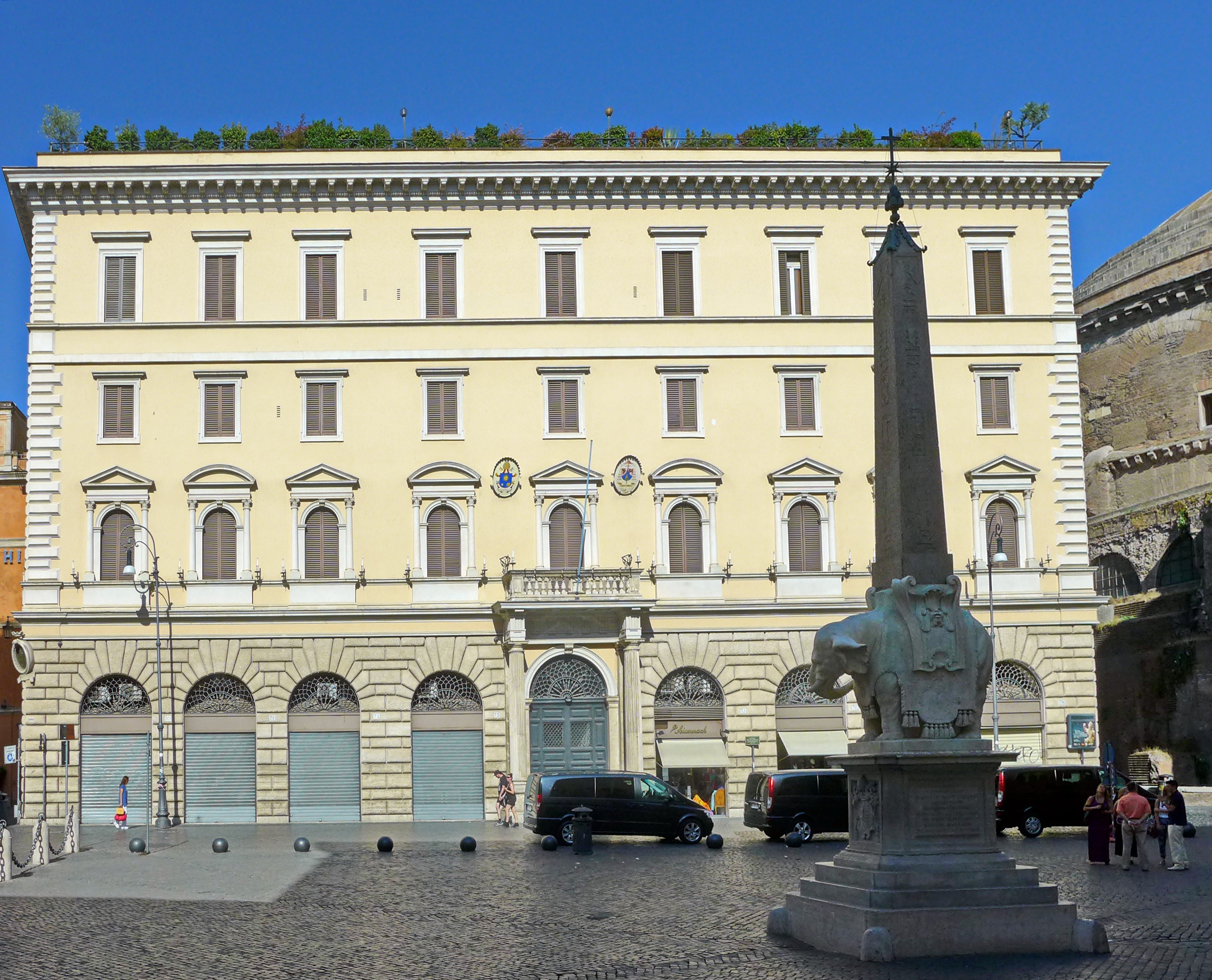
Académie Ecclésiastique
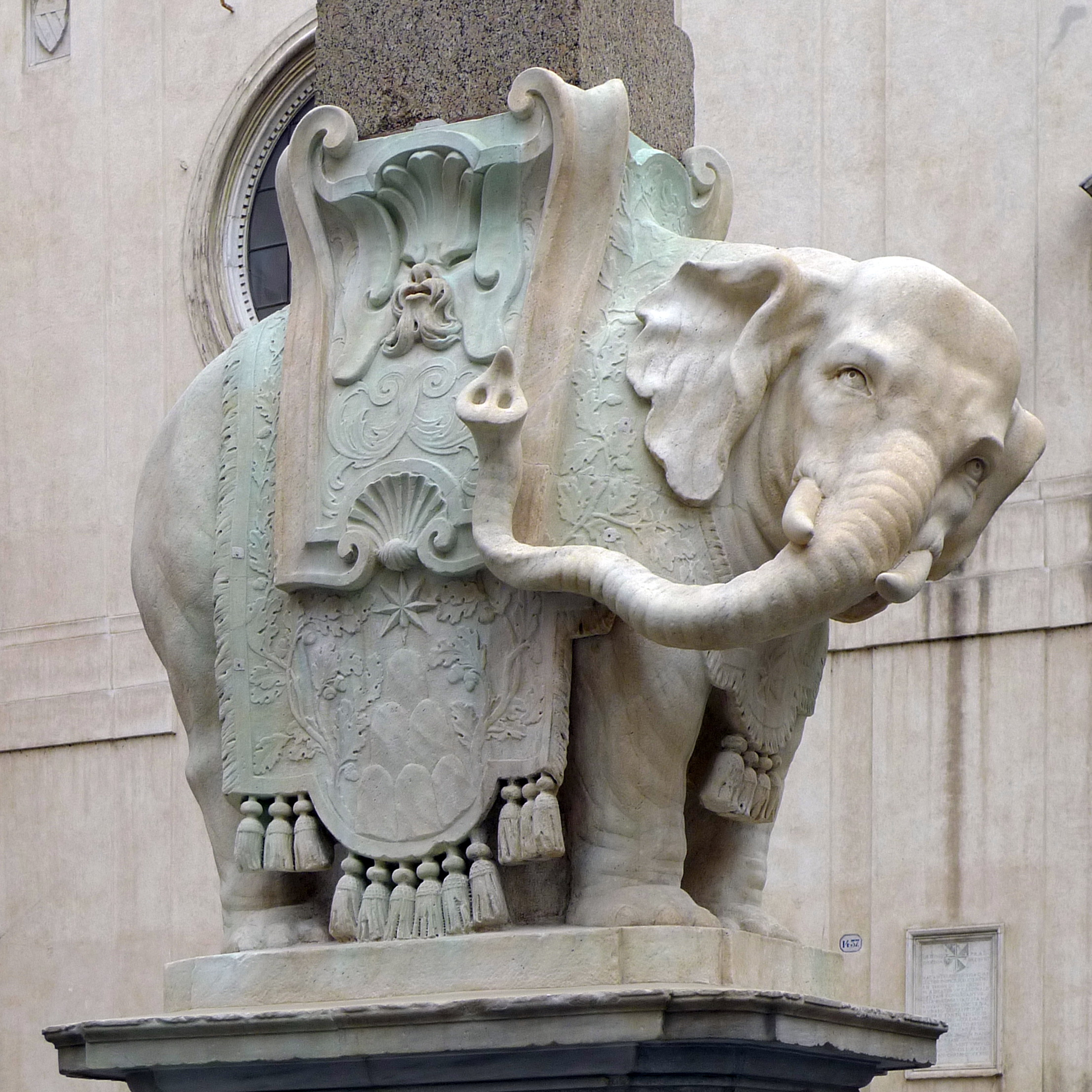
L'éléphant du Bernin
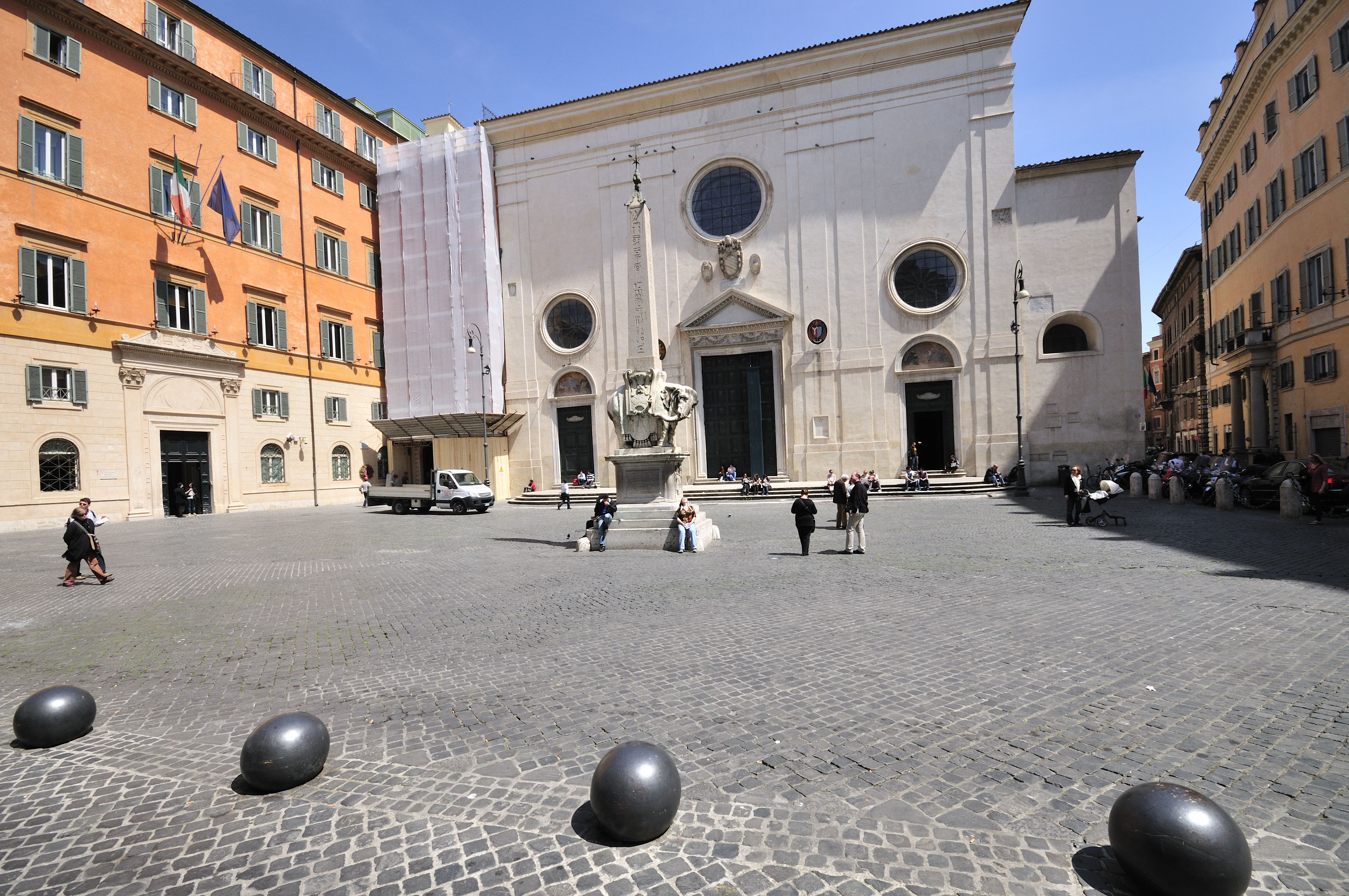
La place avec l'église de la Minerva